# NGC 2766
NGC 2766 is een spiraalvormig sterrenstelsel in het sterrenbeeld Kreeft. Het hemelobject werd op 22 maart 1884 ontdekt door de Franse astronoom Édouard Jean-Marie Stephan.

## Synoniemen
- UGC 4801
- MCG 5-22-9
- ZWG 151.14
- PGC 25735